# Hylaeus mahafaly
Hylaeus mahafaly là một loài Hymenoptera trong họ Colletidae. Loài này được Hensen mô tả khoa học năm 1987.